# Бурчакский сельский совет (Михайловский район)
Бурчакский сельский совет (укр. Бурчацька сільська рада) — упразднённая административная единица в составе
Михайловского района
Запорожской области
Украины.
Административный центр сельского совета находится в 
с. Бурчак.

## История
- 1924 — дата образования.

## Населённые пункты совета
- с. Бурчак